# Genshagen
Genshagen è una frazione della città tedesca di Ludwigsfelde, nel Brandeburgo.

## Storia
Genshagen fu nominata per la prima volta nel 1289.

Costituì un comune autonomo fino al 31 dicembre 1997.

## Altri progetti

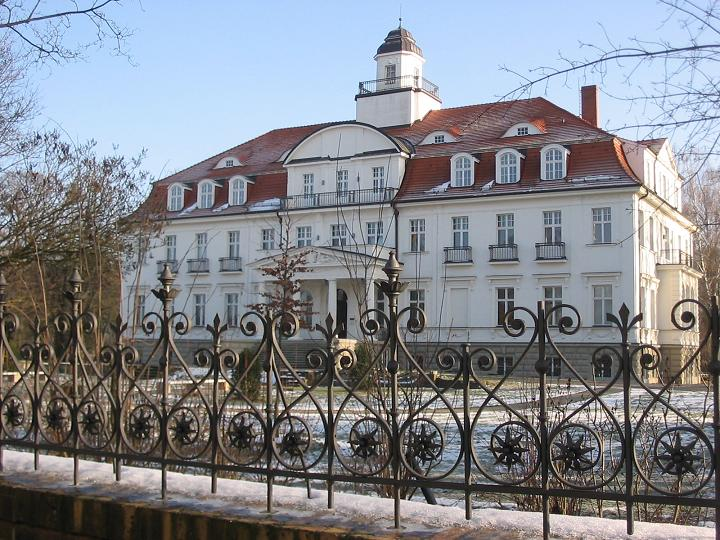
Castello di Genshagen